# مائير إسحاق هليفي
مئير اسحق هاليفي (بالعبرية: מאיר יצחק-הלוי, من مواليد 1953) هو سياسي إسرائيلي الذي يشغل حاليا منصب رئيس بلدية إيلات.

## سيرة
ولدت هاليفي في القدس في عام 1953، وهو من أصل يمني، كما كان جده الحاخام الأكبر من اليمن.
انتقل إلى إيلات في عام 1978 وكان يدير مركز المجتمع وكلية إدارة في المدينة. وانتخب عضوا في مجلس المدينة في عام 1993 وركض دون جدوى لمنصب رئيس البلدية في عام 1998. بين عامي 1998 و 2003 شغل منصب زعيم المعارضة في المجلس. وفاز في الانتخابات البلدية في عام 2003، وبعد تشكيل حزب كاديما، انضم هاليفي الحزب الجديد. في انتخابات عام 2008 فاز بنسبة 50٪ من الأصوات ليحتفظ المكتب.
اكتسب سمعة سيئة عن بلده «مدينة بلا جريمة» البرنامج.